# المعجم فی آثار ملوک العجم
المعجم فی آثار ملوک العجم یا تاریخ معجم یا المعجم فی تاریخ ملوک العجم کتابی درسی به فارسی، با محتوای تاریخی، مشتمل بر تاریخ ایران پیش از اسلام، تألیف شرف‌الدین قزوینی است. مؤلف این کتاب را به نام نصرت الدین احمدبن یوسف شاه، نهمین اتابک از اتابکان لر بزرگ، در ۶۵۴ ه‍.ق به منظور «بیان اخبار ملوک ماضیه» تألیف کرده‌است. وی در نامگذاری کتاب خود، به المعجم فی معاییر اشعارالعجم شمس قیس رازی نظر داشته و برخی مطالب را نیز به مناسبت عیناً از آن نقل کرده‌است.
تاریخ معجم با حمد و سپاس خداوند و مقدمه ای در منقبت شاهان شروع می‌شود و سپس بخش اصلی کتاب با پادشاهی کیومرث آغاز می‌گردد. بخش اصلی ۲۶ باب است که هریک به نام یکی از پادشاهان است و مشتمل است بر پادشاهان کیانی، دارا (داریوش سوم)، اسکندر و پادشاهان ساسانی تا پایان حکومت انوشیروان.
نثر تاریخ معجم مصنوع و متکلف و مطالب تاریخی آن بی‌اعتبار است. مؤلف در خلال حکایت شاهان به پند و اندرز پرداخته و مطالب خود را با اشعار و آیات مزیّن کرده‌است. وی در نوشتن پیرو شیوهٔ وصّاف الحضره بوده‌است. نسخه‌های متعددی از این کتاب در کتابخانه‌های ایران، قاهره، لاهور ، هند، بریتانیا و سن پترزبورگ موجود است. این کتاب نخستین بار در تبریز در ۱۲۵۹ و سپس در تهران در ۱۲۶۷(روزنامه وقایع اتفاقیه، ج ۱، ش ۳۳، ص ۱۷۰) و ۱۲۸۶، در هند (۱۲۷۷) و اصفهان (۱۳۳۰) چاپ شد (مشار، ج ۲، ستون ۳۰۴۷). کمال برغموی به امر محمودپاشا، وزیر سلطان محمد فاتح، آن را به ترکی ترجمه کرده و بلاغت نامه یا ترجمان البلاغه نامیده‌است. کتاب تاریخ معجم بسیار معروف بوده و در مدارس تدریس می‌شده‌است.